# Lichtenberg (dzielnica Berlina)
Lichtenberg, Berlin-Lichtenberg – dzielnica (Ortsteil) Berlina w okręgu administracyjnym Lichtenberg. Od 1 kwietnia 1907 do 30 września 1920 samodzielne miasto, które dzień później włączono w granice miasta.
W latach 1908–1920 należał do rejencji rejencji poczdamskiej w prowincji Brandenburgia.
Znajduje się tutaj ratusz Lichtenberg.

## Transport w Lichtenbergu
Przez dzielnicę przebiega linia metra U5 z następującymi stacjami:
- Berlin-Lichtenberg
- Magdalenenstraße